# Đậu Kiến Đức
Đậu Kiến Đức (giản thể: 窦建德; phồn thể: 竇建德; bính âm: Dòu Jiàndé, 573 – 3/8/621) là một thủ lĩnh khởi nghĩa nông dân chống lại sự cai trị của Tùy Dạng Đế. Ông thường được nhận định là thủ lĩnh khởi nghĩa nông dân lương thiện và tài giỏi nhất đương thời. Đậu Kiến Đức đã chiếm được khu vực nay là tỉnh Hà Bắc, và ban đầu tự xưng là Trường Lạc Vương, sau đó đổi thành Hạ Vương. Năm 621, khi tướng Đường Lý Thế Dân tấn công nước Trịnh của Vương Thế Sung, Đậu Kiến Đức đã đến cứu viện. Quân của Đậu Kiến Đức đã chiến bại trong trận Hổ Lao trước quân Đường, bản thân Đậu Kiến Đức cũng bị quân Đường bắt giữ. Đường Cao Tổ cuối cùng đã quyết định xử tử Đậu Kiến Đức.

## Cuộc đời ban đầu
Đậu Kiến Đức sinh năm 573, khi đó nơi ông sinh ra là Chương Nam huyện (漳南縣, nay thuộc Hàm Đan, Hà Bắc) đang nằm dưới quyền thống trị của triều Bắc Tề, song sau đó huyện này lần lượt thuộc về Bắc Chu rồi triều Tùy. Vào thời niên thiếu, do có tính lương thiện và sẵn sàng giúp đỡ người khác nên ông đã trở nên nổi danh tại quê nhà. Đặc biệt, khi một người do quá nghèo nên không thể tự cử hành tang lễ cho thân nhân, Đậu Kiến Đức biết tin liền bỏ cày bừa để đến giúp người này làm lễ an táng, sau đó ông được mọi người hết sức ca ngợi. Đậu Kiến Đức giữ chức lý trưởng trong một thời gian, song sau đó do bị buộc tội phạm pháp nên ông đã chạy trốn rồi trở về nhà sau một dịp đại xá. Khi phụ thân ông qua đời, có hơn một nghìn người tống táng, Đậu Kiến Đức từ chối tất cả những thứ mà họ đưa tặng.
Năm 611, khi Tùy Dạng Đế cưỡng bách đàn ông 'kiêu dũng' tòng quân để tiến đánh Cao Câu Ly, Đậu Kiến Đức đã nhập ngũ và được chọn làm chỉ huy của 200 người. Trong khoảng thời gian này, khu vực phía đông của Thái Hành Sơn đã bị ảnh hưởng bởi lũ lụt, nhiều người phải lưu tán. Một người cùng huyện với Đậu Kiến Đức là Tôn An Tổ (孫安祖) có nhà bị nước lụt phá hủy còn thê tử đói mà chết song cũng bị mộ quân. Tôn An Tổ đã cố gắng thuyết phục để được miễn do nhà nghèo, song Chương Nam (huyện) lệnh đã tức giận và đánh roi Tôn An Tổ. Tôn An Tổ đâm chết huyện lệnh rồi chạy trốn đến chỗ Đậu Kiến Đức, Đậu Kiến Đức đã che giấu cho Tôn. Do khu vực đang phải chịu nạn đói lớn, Đậu Kiến Đức nói với Tôn An Tổ:
Thời Văn hoàng đế, Thiên hạ hưng thịnh, thu thập trăm vạn người chinh phạt Liêu Đông, song vẫn bị Cao Ly [tức Cao Câu Ly] đánh bại. Nay đang có nạn lụt, dân chúng khốn cùng, song chúa thượng không thương xót, đích thân dẫn quân tới đất Liêu. Cộng thêm nhiều năm Tây chính trước đây, vết thương chưa lành, bách tính mệt mỏi suy yếu....Trượng phu mà thoát chết thì nên lập đại công, sao lại như một tên tù chạy trốn thế này?...
Do đó, Đậu Kiến Đức chiêu dụ được vài trăm lính đào ngũ và dân vô sản giao cho Tôn An Tổ lãnh đạo, trở thành nhóm đạo tặc ở Cao Kê Bạc (高雞泊) lân cận, Tôn An Tổ tự xưng là tướng quân. Trong khi đó, trong quận Thanh Hà (清河, nay gần tương ứng với Hình Đài, Hà Bắc), cũng có các nhóm đạo tặc khác do Trương Kim Xưng và Cao Sĩ Đạt (高士達). Các nhóm đạo tặc biết về danh tiếng của Đậu Kiến Đức nên không cướp phá quê nhà của ông. Huyện lệnh của Chương Nam và quan lại các quận huyện lân cận do đó nghi ngờ Đậu Kiến Đức hiệp lực với đạo tặc, và trong một lần, khi Đậu Kiến Đức rời khỏi nhà, họ đã cho quân phục kích và giết chết người trong gia quyến của ông. Đậu Kiến Đức chỉ huy 200 người chạy đến chỗ Cao Sĩ Đạt, Sĩ Đạt tự xưng là Đông Hải công, cho Đậu Kiến Đức làm 'ti binh'.

## Tham gia nổi dậy
Sau đó, Trương Kim Xung giết chết Tôn An Tổ, hàng nghìn binh lính của Tôn An Tổ hầu đến đều đến quy phục Đậu Kiến Đức. Đậu Kiến Đức trở thành ngưởi chỉ huy của trên một vạn lính. Đậu Kiến Đức mở lòng với các ý kiến khác biệt, chia sẻ các chiến lợi phẩm và lao động với binh sĩ, do đó mọi người sẵn sàng chiến đấu hết mình và thậm chí chết vì Đậu Kiến Đức.
Năm 616, Quách Huyến (郭絢)- thông thủ của Trác quận (涿郡, nay gần tương ứng với Bắc Kinh) đã suất hơn một vạn binh đi đánh Cao Sĩ Đạt. Cao Sĩ Đạt nhận ra trí lược của mình không bằng Đậu Kiến Đức, vì thế đã cho Đậu Kiến Đức làm 'quân tư mã'. Đậu Kiến Đức thỉnh Cao Sĩ Đạt chú trọng phòng thủ căn cứ, và sau đó dẫn 7.000 lính đi giao chiến với Quách Huyến. Đậu Kiến Đức giả vờ rằng mình phản lại Cao Sĩ Đạt và đến thỉnh hàng, thậm chí bảo Cao Sĩ Đạt giết chết một phụ nữ mà họ bắt được và tuyên bố đó là thê tử của Đậu Kiến Đức. Quách Huyến không nghi ngờ Đậu Kiến Đức, dẫn binh đến hợp với Đậu Kiến Đức để cùng đánh Cao Sĩ Đạt. Đậu Kiến Đức đại phá quân của Quách Huyến, thu được hơn nghìn con ngựa, phái tướng đuổi theo giết chết Quách Huyến. Do đó, thế của Đậu Kiến Đức càng vang dội.
Cũng trong năm đó, triều Tùy sai thái bộc khanh Dương Nghĩa Thần suất binh đánh Trương Kim Xưng, đồ sát tặc chúng, những người còn sống sót chạy đến chỗ Đậu Kiến Đức. Dương Nghĩa Thần thừa thắng muốn tiến đến Cao Kê Bạc, Đậu Kiến Đức khuyên Cao Sĩ Đạt không giao chiến trực tiếp với Dương Nghĩa Thần, nói rằng:
Trong các tướng Tùy, người giỏi dụng binh chỉ có Dương Nghĩa Thần. Người này mới đánh bại Trương Kim Xưng và nay muốn tập kích ta, xét về khí thế thì ta không thể đương đầu. Thỉnh cầu hãy dẫn binh tránh xa để dục chiến của người này không đạt được, ngày tháng trôi qua, tướng sĩ mệt mỏi, khi đó ta thừa cơ tập kích, có thể giành được đại công. Nay nếu giao chiến ngay, sợ rằng công tước sẽ không thể địch nổi.
Tuy nhiên, Cao Sĩ Đạt không nghe theo lời của Đậu Kiến Đức, để Đậu Kiến ở lại trấn thủ tại căn cứ, tự suất tinh binh giao chiến với Dương Nghĩa Thần. Cao Sĩ Đạt thoạt đầu giành được thắng lợi nhỏ, lại bày tiệc rượu ngay trên chiến trường, trong lòng xem nhẹ Dương Nghĩa Thần. Khi Đậu Kiến Đức hay tin, ông sửng sốt và nói: "Đông Hải công chưa phá được tặc mà đã rất kiêu ngạo, họa ấy sẽ đến không còn lâu nữa. Quân Tùy thừa thắng, tất sẽ đuổi đánh đến đây, nhân tâm kinh hãi, ta e rằng chúng ta sẽ không được tha." Đậu Kiến Đức vì thế đã suất hơn một trăm binh sĩ tinh nhuệ đóng ở nơi hiểm yếu để phòng khi Cao Sĩ Đạt bị đánh bại.
Năm ngày sau đó, Dương Nghĩa Thần quả nhiên đại phá quân của Cao Sĩ Đạt, Cao Sĩ Đạt bị chém chết trong trận chiến, Dương Nghĩa Thần thừa thế tấn công Đậu Kiến Đức. Quân của Đậu Kiến Đức vốn đã ít, nay lại nghe tin Cao Sĩ Đạt chiến bại, vì thế đã tan vỡ. Đậu Kiến Đước suất hơn 100 trăm người cưỡi ngựa chạy đến Nhiêu Dương. Dương Nghĩa Thần cho rằng Đậu Kiến Đức sẽ không làm được gì to tát nên đã triệt thoái. Sau đó, Đậu Kiến Đức quay trở lại và thu nạp bại binh của Cao Sĩ Đạt, phát tang tam quân đều mặc quần áo tang. Sau khi lực lượng đã phục hồi phần nào, Đậu Kiến Đức tự xưng là tướng quân, và bắt đầu chiếm các lãnh thổ xung quanh. Các đội quân nổi dậy ghét triều đình đến nỗi hễ thấy quan Tùy và sĩ tử Sơn Đông [đông của Thái Hành Sơn] thì họ đều giết chết. Tuy nhiên, Đậu Kiến Đức không làm như vậy, ông đối đãi tốt với sĩ nhân, vì thế nhiều quan Tùy thậm chí đã dâng thành để đầu hàng ông. Đậu Kiến Đức nhanh chóng thu thập được trên mười vạn binh sĩ.

## Giao chiến với Tiết Thế Hùng
Vào mùa xuân năm 617, Đậu Kiến Đức tự xưng là Trường Lạc Vương và cải nguyên niên hiệu thành "Đinh Sửu" (song Đinh Sửu cũng là năm 617 theo Can Chi), sắp xếp quan thuộc, đồng nghĩa với việc chính thức tuyệt giao với triều đình Tùy.
Vào mùa thu năm 617, Tùy Dạng Đế sai Hữu dực vệ tướng quân Tiết Thế Hùng (薛世雄)- người đang trấn thủ Trác quận- suất ba vạn lính tiến về phương nam để thảo phạt Lý Mật (thủ lĩnh nổi dậy mạnh nhất). Khi Tiết Thế Hùng đi qua Hà Gian (河間, nay gần tương ứng với Thương Châu, Hà Bắc), chỉ cách doanh trại của Đậu Kiến Đức có 7 lý, quân của Đậu Kiến Đức trở nên hoảng sợ và chạy trốn. Tiết Thế Hùng vì thế không tiếp tục đề phòng vì tin rằng Đậu Kiến Đức không còn là mối đe dọa nữa.
Đậu Kiến Đức thấy vậy đã tự suất cảm tử sĩ tập kích Tiết Thế Hùng. Ông thỏa thuận với họ rằng nếu đến doanh trại của Tiết Thế Hùng vào ban đêm thì sẽ tập kích, song nếu đó là ban ngày thì họ sẽ đầu hàng. Tuy nhiên khi Đậu Kiến Đức gần đến chỗ doanh trại của Tiết Thế Hùng thì mặt trời mọc, Đậu Kiến Đức sợ rằng sẽ bị Tiết Thế Hùng tiêu diệt nên thảo luận với binh sĩ về việc có nên đầu hàng hay không. Đột nhiên, một màn sương mù dày đặc xuất hiện, Đậu Kiến Đức phấn khích nói: "Trời đang giúp ta!", sau đó tập kích doanh trại của Tiết Thế Hùng, khiến quân của Tiết Thế Hùng hoảng sợ và tan vỡ. Tiết Thế Hùng quay trở về Trác quận chỉ với dưới 100 binh sĩ, và qua đời trong uất hận tại đó.

## Quy phục Lý Mật
Trong lúc này, Đậu Kiến Đức tiếp tục khuếch trương thế lực, song vì biết rằng Lý Mật (đang chiếm trung bộ và đông bộ Hà Nam hiện nay) có quân đội hùng mạnh hơn, Đậu Kiến Đức đã cử sứ giả đến để xin quy phục Lý Mật trên danh nghĩa. Vào mùa xuân năm 618, sau khi Lý Mật đại thắng trước tướng Tùy Vương Thế Sung, Đậu Kiến Đức cùng với một số thủ lĩnh nổi dậy khác đã gửi kiến nghị cho Lý Mật để thuyết phục Lý Mật xưng đế, song Lý Mật đã từ chối.
Một thuộc cấp của Lý Mật là Phòng Ngạn Tào (房彥藻) viết thư mời Đậu Kiến Đức đến gặp Lý Mật để tỏ lòng trung thành. Đậu Kiến Đức đã hồi đáp với lời lẽ khiêm nhường và tao nhã, song khước từ đề nghị với lý do rằng cần phòng thủ chống lại một cuộc tiến công từ La Nghệ (người đã đoạt lấy Trác quận) ở phía bắc. Cũng trong năm đó, Vương Thế Sung đánh bại Lý Mật, Lý Mật buộc phải chạy trốn về phía tây và đầu hàng Đường Cao Tổ.

## Xây dựng chính quyền

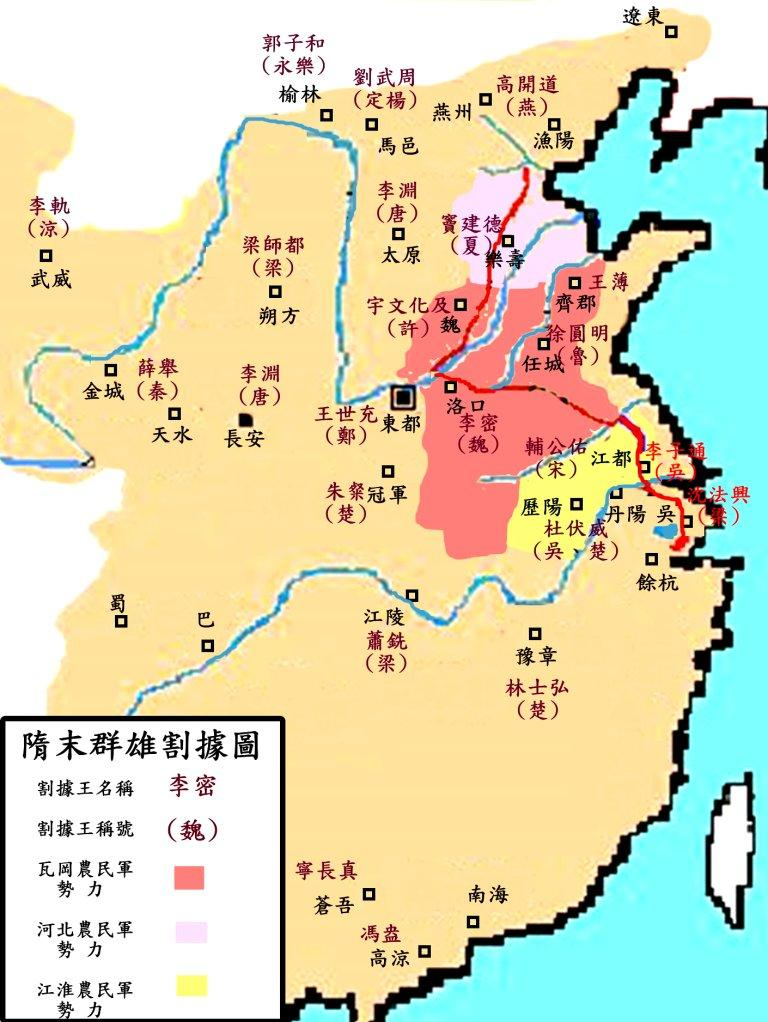
Vùng nằm trong phạm vi thế lực của Đậu Kiến Đức

Sau đó, tin tức về việc Vũ Văn Hóa Cập tiến hành binh biến sát hại Tùy Dạng Đế ở Giang Đô đã truyền đến đông đô Lạc Dương. Quan triều Tùy là Vương Tông (王琮) đã phát tang Tùy Dạng Đế, mặc dù Vương Tông đương đầu với Đậu Kiến Đức tại Hà Gian song Đậu Kiến Đức vẫn cử sứ giả đến chỗ Vương Tông để chia buồn, Vương Tông sau đó đã hàng phục Đậu Kiến Đức. Do Vương Tông trước đây từng giành được một vài thắng lợi trước quân của Đậu Kiến Đức, các binh sĩ này muốn Vương Tông bị xử tử. Tuy nhiên, Đậu Kiến Đức đã chỉ ra rằng nên tưởng thưởng cho lòng trung thành với Tùy của Vương Tông, cho Vương Tông giữ chức Doanh châu thứ sử. Một số quận huyện khác của Tùy cũng hàng phục Đậu Kiến Đức.
Đậu Kiến Đức bắt đầu hình thành nên cơ cấu chính quyền, định đô tại Lạc Thọ (樂壽, nay thuộc Thương Châu). Vào mùa đông năm 618, sau khi có năm con chim lớn hạ xuống Lạc Thọ, cùng cả vạn con chim khác hạ xuống theo, và sau đó lại rời đi, Đậu Kiến Đức cho rằng chúng là phượng hoàng nên đã cải niên hiệu thành Ngũ Phượng (五鳳). Theo đề xuất của Tống Chính Bản (宋正本) và Khổng Đức Thiệu (孔德紹), ông cải xưng là Hạ vương.
Trong khoảng thời gian này, Đậu Kiến Đức đã tiến đánh và giết được một thủ lĩnh nổi dậy lớn là Ngụy Đao Nhi (魏刀兒), đoạt lấy quân đội của Ngụy Đao Nhi. Đậu Kiến Đức cũng cử sứ giả đến chỗ La Nghệ khuyến hàng. Tuy nhiên, La Nghệ cho rằng cả Đậu Kiến Đức và Cao Khai Đạo chỉ là những tên đạo tặc, vì thế đã quy phục triều Đường. Đậu Kiến Đức đã dẫn quân tiến đánh La Nghệ song không thể chiếm được căn cứ của La Nghệ tại U châu (幽州, chuyển đổi từ Trác quận) và buộc phải triệt thoái.

## Giao chiến với Vũ Văn Hóa Cập
Sau khi sát hại Tùy Dạng Đế, Vũ Văn Hóa Cập dẫn Kiêu Quả quân tinh nhuệ tiến về phương Bắc, sau khi thua trận trước Lý Mật và tướng Đường Lý Thần Thông (李神通), Vũ Văn Hóa Cập tự xưng là hoàng đế của nước Hứa và an định tại Liêu Thành (聊城, nay thuộc Liêu Thành, Sơn Đông). Vào mùa xuân năm 619, Đậu Kiến Đức tuyên bố: "Ta là bách tính của Tùy đã cả chục năm nay, hoàng đế triều Tùy là quốc quân của ta. Nay Hóa Cập giết vua, đại nghịch vô dạo, vì thế ta căm thù, xin cùng mọi người thảo phạt hắn ta."
Đậu Kiến Đức đã đem quân tiến đến Liêu Thành, giao chiến với Vũ Văn Hóa Cập ở ngoài thành, kết quả là Đậu Kiến Đức liên tục chiến thắng, buộc Vũ Văn Hóa Cập phải rút vào trong thành cố thủ. Trong lúc Đậu Kiến Đức cho bao vây Liêu Thành, Vương Bạc (王薄) đã mở cổng thành và nghênh đón quân Đậu Kiến Đức tiến vào.

## Quy phục Dương Đồng
Đậu Kiến Đức bắt giữ Vũ Văn Hóa Cập và yết kiến Tiêu hoàng hậu của Tùy Dạng Đế, xưng thần. Sau đó, Đậu Kiến Đức phát tang Tùy Dạng Đế, úy lạo các quan văn võ của Tùy bị buộc phải theo Vũ Văn Hóa Cập. Sau đó, Đậu Kiến Đức xử tử Vũ Văn Hóa Cập và một số thuộc hạ chủ chốt của người này. Đậu Kiến Đức giải tán đội thị nữ hùng hậu của Tùy Dạng Đế mà Vũ Văn Hóa Cập mang theo, cũng cho giải tán Kiêu Quả quân. Đường thư, mặc dù viết sử theo quan điểm của triều Đường, cũng ca ngợi Đậu Kiến Đức về cách xử sự sau trận chiến:
Mỗi khi Kiến Đức bình thành hay phá trận, tiền của thu được ông đều thưởng cho chư tướng, tuyệt đối không lấy làm của riêng. Trong bữa ăn, ông không ăn thịt, thường chỉ ăn rau và thóc lúa được xay xát sơ sài. Chính thất Tào thị không mặc trang phục bằng lụa, tì thiếp chỉ dưới 10 người.
Sau chiến thắng này, Đậu Kiến Đức thiết lập hòa bình với Vương Thế Sung và quy phục Dương Đồng trên danh nghĩa. Dương Đồng phong cho Đậu Kiến Đức tước hiệu Hạ Vương. Trong khi đó, Đậu Kiến Đức thu nạp nhiều quan lại chủ chốt của triều Tùy và chính quyền của mình, đặc biệt là ông còn giao phó cho Bùi Củ (裴矩) tái tổ chức chính quyền theo mô hình giống với một triều đình.

## Trị vì độc lập
Vào mùa hè năm 619, Vương Thế Sung buộc Dương Đồng phải thiện nhượng cho mình, kết thúc triều Tùy và lập ra nước Trịnh. Do vậy, Đậu Kiến Đức cắt đứt quan hệ với Vương Thế Sung, tự tôn là Thiên tử trong các chiếu chỉ và lễ nghi, mặc dù vẫn dùng tước hiệu Hạ Vương. Đậu Kiến Đức truy thụy cho Tùy Dạng Đế là 'Mẫn Đế', phong Tề vương tử Dương Chính Đạo (楊政道) là Vân công.
Đậu Kiến Đức liên minh với Thủy Tất khả hãn A Sử Na Đốt Cát Thế của Đông Đột Quyết. Nghĩa Thành công chúa trước đây được triều Tùy gả cho A Sử Na Đốt Cát Thế, Đậu Kiến Đức cho đưa Tiêu hoàng hậu và Dương Chính Đạo, cũng như thủ cấp của Vũ Văn Hóa Cập dâng cho công chúa.
Trong khi đó, trước tình thế một số quận phía bắc Hoàng Hà đã quy phục Đường hoặc Trịnh, Đậu Kiến Đức đã tiến hành một số chiến dịch để chiếm cứ các quận này trong các tháng sau đó, phần lớn giành được thắng lợi. Vào mùa thu năm 619, Lý Thần Thông đã buộc phải đem quân Đường triệt thoái đến Lê Dương (黎陽, nay thuộc Hạc Bích, Hà Nam), để hội quân với tướng Lý Thế Tích. Vào mùa đông năm 619, trong khi tiến quân đến Vệ châu (衛州, nay gần tương ứng với Tân Hương, Hà Nam), Đậu Kiến Đức đã bị Lý Thế Tích phục kích, do tức giận nên ông đã đem quân tiến công Lê Dương, chiếm được thành và cũng bắt được Lý Thần Thông, phụ thân Lý Cái (李蓋) của Lý Thế Tích, Ngụy Trưng, và Đồng An trưởng công chúa (tỉ/muội đồng mẫu với Đường Cao Tổ). Lý Thế Tích chạy thoát, song vài ngày sau đã trở lại và đầu hàng Đậu Kiến Đức. Đậu Kiến Đức phong chức quan cho Ngụy Trưng, để Lý Thế Tích cai quản Lê Dương song giữ Lý Cái làm con tin. Đậu Kiến Đức cho quản thúc Đồng An trưởng công chúa và Lý Thần Thông tại biệt quán, song đối đãi theo khách lễ.
Đậu Kiến Đức rời đô từ Lạc Thọ đến Minh châu (洺州, nay gần tương ứng với Hàm Đan, Hà Bắc). Thời điểm này, lãnh thổ ở phía bắc Hoàng Hà và ở phía đông Thái Hành Sơn phần lớn nằm trong tay Đậu Kiến Đức, các khu vực còn lại nằm dưới quyền La Nghệ (nay mang họ Lý của hoàng tộc Đường) và Cao Khai Đạo.
Vào mùa đông năm 619, Lý Thế Tích dự tính chạy trốn sang lãnh thổ Đường, song lại sợ Đậu Kiến Đức sẽ xử tử phụ thân mình, do đó Lý Thế Tích đã tiến đánh nước Trịnh của Vương Thế Sung để được Đậu Kiến Đức tin tưởng. Tại một trong số các trận chiến chống Trịnh, Lý Thế Tích đã bắt được một quan võ của Trịnh là Lưu Hắc Thát, Đậu Kiến Đức có ấn tượng và phong cho Lưu Hắc Thát tước Hán Đông quận công. Lưu Hắc Thát trở thành một tướng lĩnh tin cẩn của Đậu Kiến Đức, và thường xuyên được giao nhiệm vụ tập kích và sứ mệnh giám sát. Khoảng tết năm 620, Lý Thế Tích tiếp tục đề xuất với Đậu Kiến Đức rằng nên tấn công Tào châu và Đái châu (nay thuộc Hà Trạch, Sơn Đông) do thủ lĩnh khởi nghĩa nông dân Mạnh Hải Công (孟海公) kiểm soát và quy phục Trịnh trên danh nghĩa. Lý Thế Tích đã lên kế hoạch phục kích Đậu Kiến Đức ngay sau khi ông băng qua Hoàng Hà, song vì Tào hoàng hậu sinh nở nên Đậu Kiến Đức đã trì hoãn việc hành quân. Đồng minh của Lý Thế Tích là Lý Thương Hồ (李商胡) không thể chờ đợi nên đã phục kích đại ca Tào Đán (曹旦) của Tào hoàng hậu, song đã không thể giết được Tào Đán. Lý Thế Tích hay tin đã chạy trốn sang lãnh thổ của Đường. Tuy nhiên, khi các quan của Hạ thỉnh cầu xử tử Lý Cái, Đậu Kiến Đức đã nói: "Tích vốn là bầy tôi của Đường song bị ta bắt được, hắn ta không quên chủ của mình, trốn về bản triều, đó là trung thần, phụ thân của hắn đâu có tội gì?, và tha cho Lý Cái. Sau đó, Đậu Kiến Đức đánh bại và giết chết Lý Thương Hồ. Trong thời gian này, Đậu Kiến Đức đã khuyến khích thần dân canh tác, đế chế của ông thái bình, không có cướp bóc, và các thương nhân cùng khách lữ hành có thể yên tâm ngủ qua đêm ở nơi hoang vu.
Vào mùa hè năm 620, Đậu Kiến Đức lại suất quân tiến đánh Lý Nghệ, song một lần nữa vẫn không chiếm được U châu. Trong khi đó, một trong các tướng tài giỏi nhất của ông là Vương Phục Bảo (王伏寶) bị các tướng khác đố kị tài năng. Do đó, họ đã vu cáo Vương Phục Bảo làm phản, khiến người này bị Đậu Kiến Đức xử tử. Sau đó, Đậu Kiến Đức bắt đầu phải chịu nhiều thất bại.
Vào mùa thu năm 620, Đường Cao Tổ cầu hòa với Hạ, Đậu Kiến Đức chấp thuận đề xuất và cho đưa Đồng An trưởng công chúa trở về Đường, song vẫn giữ Lý Thần Thông lại. Đến mùa đông năm 620, Đậu Kiến Đức lại tiến công Lý Nghệ song vẫn không thể chiếm được U châu. Cũng trong khoảng thời gian này, Xử La khả hãn (người kế nhiệm Thủy Tất khả hãn) của Đông Đột Quyết đã lập kế hoạch tấn công Đường, vị khả hãn này thỉnh cầu Đậu Kiến Đức vượt Thái Hành Sơn đến gặp mình tại Tấn châu (晉州, nay gần tương ứng với Lâm Phần, Sơn Tây) và Giáng châu (絳州, nay gần tương ứng với Vận Thành, Sơn Tây), song Xử La khả hãn đã qua đời sớm và không tiến hành được chiến dịch. Cũng trong thời gian đó, Đậu Kiến Đức xử tử Tống Chính Bản sau một cáo buộc sai trai. Do Tống Chính Bản cũng là người thường chỉ trích Đậu Kiến Đức một cách thẳng thắn và hợp lý, nên sau đó đã không còn ai dám tiếp tục chỉ trích Đậu Kiến Đức, nền cai trị của Đậu Kiến Đức vì thế mà trở nên xấu đi. Vào mùa xuân năm 621, Đậu Kiến Đức đánh bại và bắt giữ Mạnh Hải Công, song dùng người này làm tướng.

## Bị đánh bại
Trong khi đó, tướng Đường Lý Thế Dân đã xuất quân tiến công kinh đô Lạc Dương của Trịnh. Vương Thế Sung thấy bản thân không thể kháng cự nổi nên sai người đến cầu viện Đậu Kiến Đức, bất chấp việc hai bên khi trước có quan hệ tồi tệ. Trung thư thị lang Lưu Bân (劉彬) đã kiến nghị Đậu Kiến Đức cứu viện nước Trịnh, biện luận rằng nếu để Đường diệt Trịnh thì sau đó Hạ sẽ bị Đường đe dọa, và nếu như Đậu Kiến Đức thắng lợi thì sau đó còn có thể tính đến chuyện đoạt lấy lãnh thổ của Trịnh. Đậu Kiến Đức chấp thuận và khiển sứ giả đến chỗ Vương Thế Sung để cam kết trợ giúp, trong khi đó phái Lý Đại Sư (李大師) đến chỗ Lý Thế Dân để yêu cầu chấm dứt chiến dịch đánh Lạc Dương. Tuy nhiên, Lý Thế Dân đã từ chối, bắt giữ Lý Đại Sư và không hồi đáp.
Sau đó, Đậu Kiến Đức hợp nhất quân của Mạnh Hải Công và Từ Viên Lãng (người cũng bị Đậu đánh bại trước đó) và tiến từ căn cứ của Mạnh ở Tào châu (曹州, nay thuộc Hà Trạch) tiến đến Lạc Dương, tổng cộng có 30 vạn binh mã, hội quân với tướng Trịnh Quách Sĩ Hành (郭士衡), và đánh hạ một số thành do Đường chiếm giữ. Đậu Kiến Đức cho người báo với Vương Thế Sung rằng quân Hạ đang trên đường đến cứu viện, cũng viết thư cho Lý Thế Dân để tái đề nghị Lý Thế Dân triệt thoái về Quan Trung và trao trả đất đai đã chiếm cho Trịnh. Khi Lý Thế Dân thảo luận việc này với các tướng lĩnh của mình, hầu hết đều cho rằng quân Đường nên tránh đối đầu với Đậu Kiến Đức, song Quách Hiếu Khác (郭孝恪) không đồng ý và cho rằng đây là một cơ hội tốt để tiêu diệt cả Vương Thế Sung lẫn Đậu Kiến Đức. Quách Hiếu Khác đề xuất Lý Thế Dân tiến đến Hổ Lao quan (quân Đường gọi là Vũ Lao do kị húy tổ phụ của Đường Cao Tổ) ở phía đông của Lạc Dương, bố trí phòng thủ chống Đậu Kiến Đức, Lý Thế Dân chấp thuận. Lý Thế Dân để Lý Nguyên Cát và tướng Khuất Đột Thông (屈突通) tiếp tục bao vây Lạc Dương, còn bản thân thì tiến đến Hổ Lao quan. Vương Thế Sung thấy quân của Lý Thế Dân di chuyển, song vì không rõ về ý định của quân Đường nên đã không có hành động nào.
Quân của Lý Thế Dân nhanh chóng giao chiến với một số đội tiền quân của Đậu Kiến Đức, quân Đường thoạt đầu chiếm ưu thế. Sau đó, Lý Thế Dân viết thư cho Đậu Kiến Đức, cố thuyết phục Đậu Kiến Đức chấm dứt cứu viện Vương thế Sung, song Đậu Kiến Đức tiếp tục tiến về Hổ Lao quan, bị quân Đường chặn đứng. Chiến lược gia Lăng Kính (凌敬) đề xuất rằng thay vì tiến đến kinh đô Lạc Dương của Trịnh, Đậu Kiến Đức nên tiến công Phần châu (汾州, nay gần tương ứng với Lữ Lương, Sơn Tây) và Tấn châu (晉州, nay gần tương ứng với Lâm Phần, Sơn Tây) và sẵn sáng tiến đánh kinh đô Trường An của Đường, khi đó vừa đoạt được lãnh thổ của Đường lại vừa buộc được quân Lý Thế Dân phải bỏ bao vây Lạc Dương. Tuy nhiên, các sứ giả của Vương Thế Sung là Vương Uyển (王琬) và Trưởng Tôn An Thế (長孫安世) lại thuyết phục Đậu Kiến Đức rằng Lạc Dương sắp thất thủ và cần cứu viện ngay, vì thế Đậu Kiến Đức vẫn tiến đến Lạc Dương. Khi Tào hoàng hậu hay tin, bà đã cố thuyết phục Đậu Kiến Đức chấp thuận làm theo kế hoạch của Lăng Kinh:
Lời của tế tửu [Lăng Kính] nên làm theo, Đại vương hà cớ gì lại không chấp thuận nó?. Thỉnh Đại vương tiến qua Phũ Khẩu [(滏口, nay thuộc Hàm Đan, Hà Bắc)] để thừa cơ nước Đường đang để trống. Liên doanh tiến dần dần và chiếm lấy Sơn Bắc [tức bắc Thái Hành Sơn]. Lại dựa vào việc Đột Quyết đánh Quan Trung từ phía tây, quân Đường tất sẽ phải rút về kinh đô để tự cứu. Sao lại phải lo lắng rằng Đại vương không thể giải vây cho Trịnh? Nếu còn ở Hổ Lao quan, ngày tháng trôi qua, tướng sĩ sẽ đều mệt mỏi, Đại vương mất nhiều công sức mà sẽ không thành công.
Tuy nhiên, Đậu Kiến Đức đáp lại:
Điều này phụ nữ các nàng không biết được. Chúng ta đến để cứu viện nước Trịnh mà nước này số mệnh đang treo lơ lửng và sắp sụp đổ. Chúng ta đã hứa cứu rồi, nay nếu thấy khó khăn mà thoái lui, thì chẳng phải sẽ bất tín với Thiên hạ sao?.
Vào một ngày mùa hạ năm 621, Đậu Kiến Đức tiến công toàn diện vào Hổ Lao quan. Lý Thế Dân nhìn thế trận thì nhận định rằng do Đậu Kiến Đức chưa gặp phải đối thủ mạnh nào nên bố trí thế trận thể hiện rõ tính kiêu căng khinh địch, vì thế từ chối giao chiến chờ đến khi quân Hạ mệt mỏi mới xuất kích. Cuối ngày hôm đó, sau khi quân Hạ trở nên mệt mỏi, Lý Thế Dân cho quân vượt Dĩ Thủy, tiến công doanh trại của Đậu Kiến Đức. Đậu Kiến Đức khi ấy đang hội bàn với tướng lĩnh trong đại doanh, thấy quân Đường tấn công thì vội vàng chỉ huy kị binh ứng chiến. Lý Thế Dân cho người lẻn vào sâu trong doanh trại quân Hạ cắm cờ, quân Hạ tưởng đại doanh đã bị chiếm thì càng hoảng sợ, và tan vỡ. Đậu Kiến Đức bị thương, song vẫn cố chạy trốn, nhưng khi đến Hoàng Hà và định vượt sông, ông đột nhiên ngã xuống ngựa. Các tướng Đường Bạch Sĩ Nhượng (白士讓) và Dương Vũ Uy (楊武威), đuổi theo và bắt được Đậu Kiến Đức, giải ông đến chỗ Lý Thế Dân. Lý Thế Dân quở trách ông, "Ta chỉ tiến đánh Vương Thế Sung. Ta đã làm gì hại đến nhà ngươi để nhà ngươi rời khỏi lãnh địa và đến cản trở ta?" Đậu Kiến Đức đáp lại một cách mỉa mai, "Nếu ta không đến, ta sẽ yêu cầu nhà ngươi mở rộng chiến dịch." Tào hoàng hậu và tả bộc xạ Tề Thiện Hành (齊善行) cùng vài trăm kị binh chạy về Minh châu.

## Bị giết
Lý Thế Dân bắt Đậu Kiến Đức, Vương Uyển và Trưởng Tôn An Thế đến Lạc Dương cho Vương Thế Sung chứng kiến. Vương Thế Sung thấy không thể làm được gì khác nên đã đầu hàng Lý Thế Dân. Các thành của hai nước Trịnh và Hạ phần lớn đều hàng phục triều Đường.
Lý Thế Dân đưa Đậu Kiến Đức và Vương Thế Sung về kinh thành Trường An để trình Đường Cao Tổ. Đường Cao Tổ tha chết cho Vương Thế Sung song cho xử trảm Đậu Kiến Đức. Các tướng của Đậu Kiến Đức trước đó đã đầu hàng hoặc sống ẩn dật, nay nghe tin Đậu Kiến Đức bị giết thì đã nổi dậy dưới sự lãnh đạo của Lưu Hắc Thát.

## Đánh giá
Lưu Hu, chủ biên của Cựu Đường thư, mặc dù viết tác phẩm này dưới thời Hậu Tấn và theo quan điểm của triều Đường, song vẫn nhận xét:
Kiến Đức dùng nghĩa để thu phục mọi người. Ông chiếm cứ Hà Sóc [bắc Hoàng Hà], vỗ về và khống chế sĩ tốt, chiêu tập hiền lương. Đã tuyệt giao với Thế Sung, giết chết Hóa Cập, không giết Từ Cái [tức Lý Cái] và phóng thích Thần Thông. Ông là người cẩn trọng và khéo léo, hiểu biết và quả quyết, và chế độ của ông ngày càng lớn mạnh. Tuy nhiên, sau đó Tống Chính Bản và Vương Phục Bảo vì lời gièm pha mà bị hại, Lăng Kính và Tào thị bày mưu song không được dùng. Cuối cùng bị diệt, không phải là cái kết hay. Thiên mệnh đã có, nhân mưu không đạt"